# Staphylococcus haemolyticus
Staphylococcus haemolyticus ingår i gruppen koagulasnegativa vita stafylokocker och är efter S. epidermidis en av gruppens vanligaste infektionsorsaker hos människa. På oskadd hud förekommer de ofta i armhålor och ljumskar kring dessas apokrina svettkörtlar. Arten har begränsad egen förmåga att spontant orsaka infektioner hos friska personer, men i de fall det sker, är det främst som lätt till måttligt aggressiva hud- och mjukdelsinfektioner.  Vanligast och allvarligast är emellertid så kallade vårdrelaterade infektioner i samband med att katetrar eller andra "främmande kroppar", som sitter i blodkärl, urinvägar eller annorstädes i kroppen en längre tid koloniseras av bakterierna och då orsakar svårbehandlade komplicerade infektioner vid insatta proteser eller genom spridning med blodet som till infektion i hjärtats klaffar.
Liksom ett flertal andra koagulasnegativa stafylokocker förekommer antibiotikaresistens i hög frekvens hos S. haemolyticus, vilket tillsammans med att ungefär 75% av de kliniska isolaten även bildar för bakterierna skyddande biofilm, medför att infektionerna ofta är svårbehandlade med enbart antibiotika. En ytterligare negativ faktor ur infektionssynpunkt är att S. haemolyticus tycks kunna fungera som en resistansreservoar och överföra sin resistens till framför allt andra stafylokockarter, vilket också ökar risken för spridning vidare till andra svårt sjuka patienter på exempelvis intensivvårdsavdelningar.